# Himmighausen

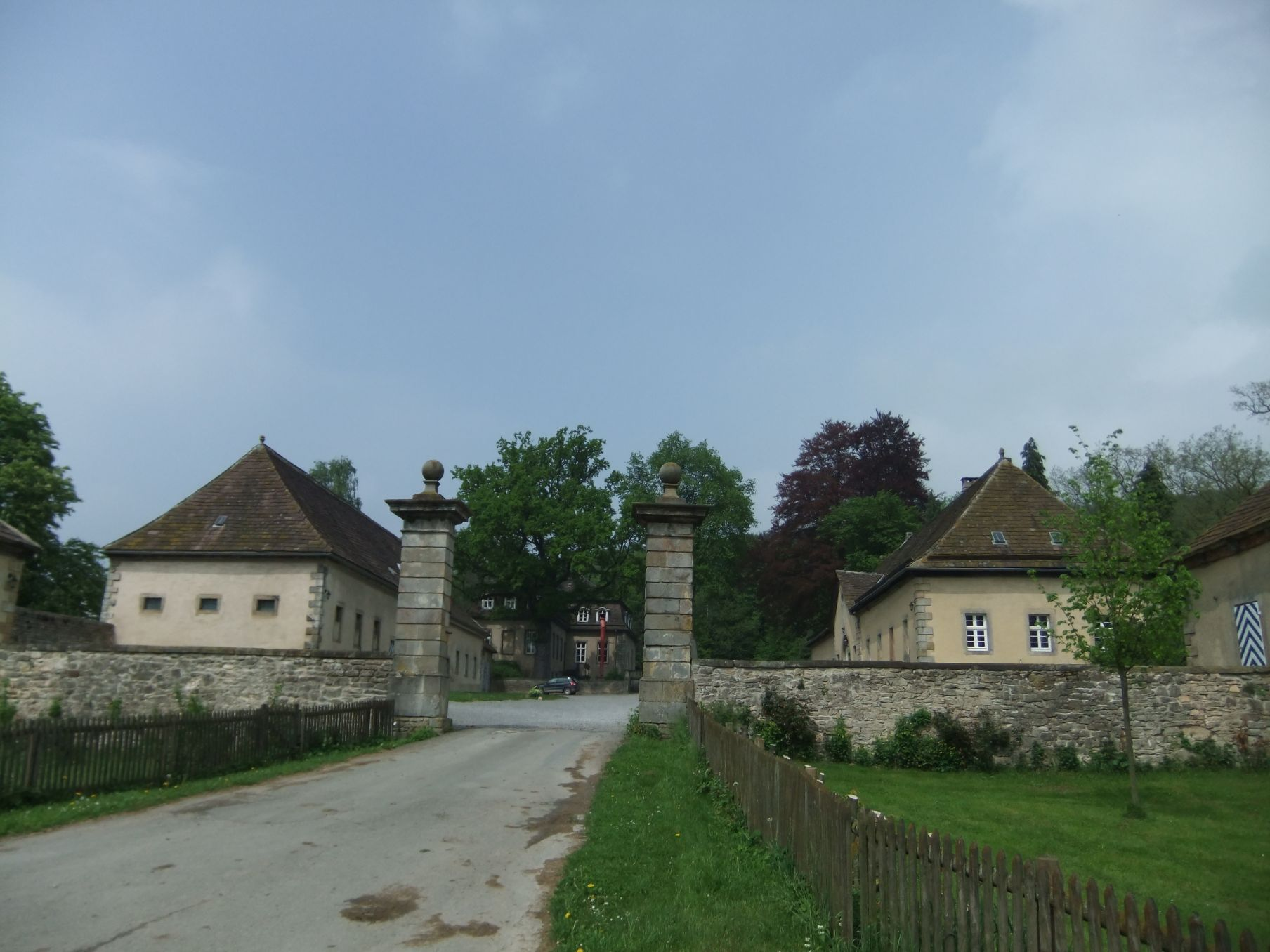
Schloss Himmighausen

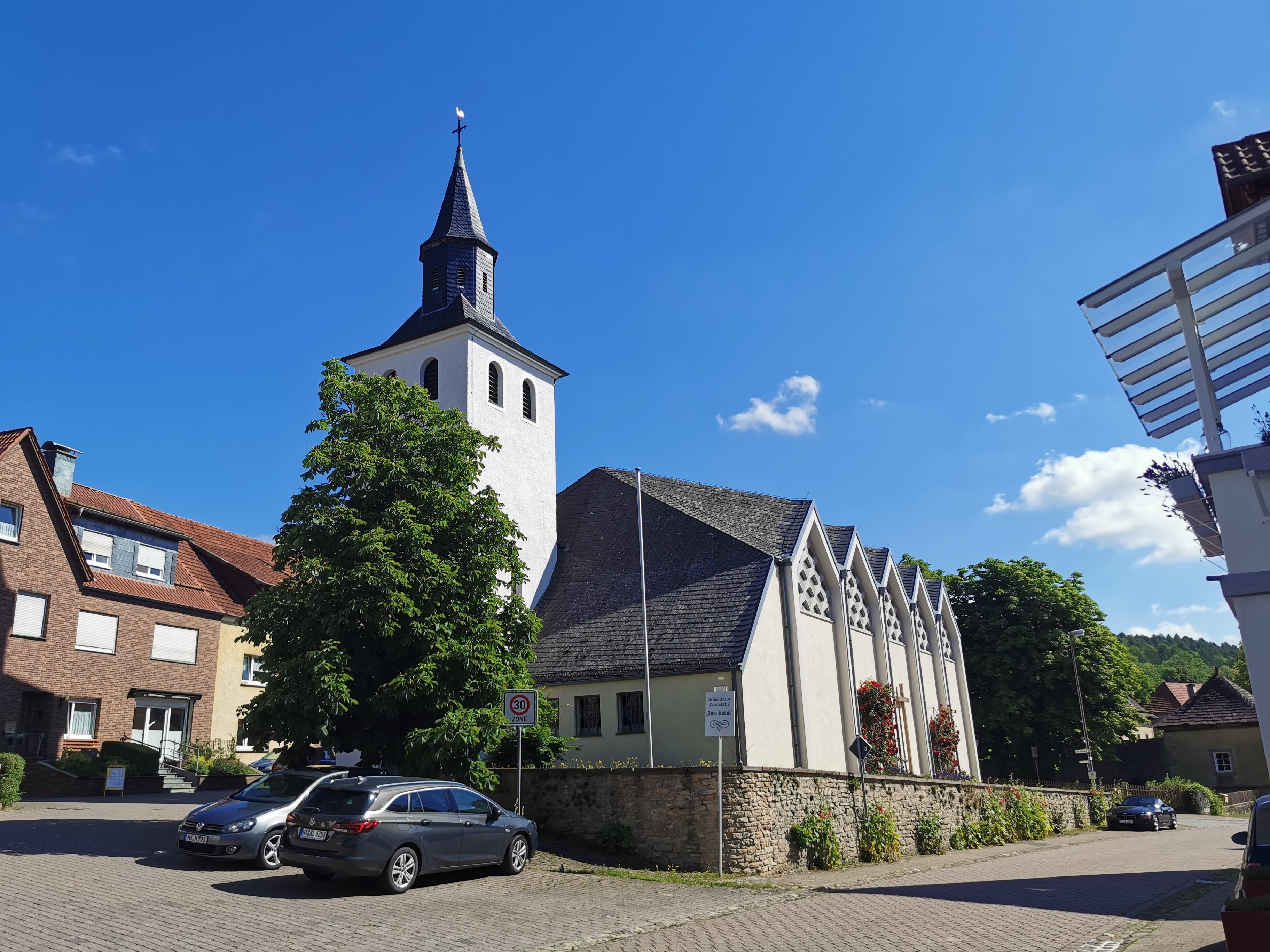
Katholische Kirche St. Antonius von Padua

Himmighausen ist ein Stadtteil von Nieheim im nordrhein-westfälischen Kreis Höxter in Deutschland.

## Geographie
Himmighausen liegt an der Mündung des Fischbachs in die Emmer. In dem Ort, der im Bergtal am Fuße des Eggegebirges liegt, wohnen rund 460 Einwohner. Auf der Gemarkung Himmighausen-Bahnhof befindet sich der Lindenberg, der eine Höhe von 288 m ü. NHN erreicht. Auf dem Berg steht die alte Antonius-Linde.

## Geschichte
Ein Brandgräberfeld mit 1000 Gräbern, bronzezeitliche Gräber sowie römische Münzen aus dem 3. und 4. Jahrhundert lassen auf eine vor- und frühgeschichtliche Besiedlung Himmighausens schließen. 1015 wurde der Ort in der Vita Meinwerci, der Lebensbeschreibung des Bischofs Meinwerk von Paderborn († 1036), als Hemmicanhusun erstmals urkundlich erwähnt. – Ein Herr Wibrand und seine Frau Tetta schenkten dem Bischof ihr Vermögen zur Vergebung ihrer Sünden; so wurde Himmighausen bischöfliches Tafelgut.
Himmighausen gehörte bis zu den Napoleonischen Kriegen zum Amt Steinheim im Hochstift Paderborn. Im Königreich Westphalen bildete Himmighausen von 1807 bis 1813 eine Gemeinde im Kanton Nieheim des Distrikts Höxter im Departement der Fulda und fiel dann an Preußen. 1816 kam die Gemeinde zum neuen Kreis Brakel, der 1832 im Kreis Höxter aufging. Im Kreis Höxter gehörte Himmighausen zum Amt Nieheim, das bis in die 1930er Jahre mit dem Amt Steinheim das Doppelamt Nieheim-Steinheim bildete.
Am 1. Januar 1970 wurde Himmighausen durch das Gesetz zur Neugliederung des Kreises Höxter vom 2. Dezember 1969 mit der damaligen Stadt Nieheim und den übrigen Gemeinden des Amtes Nieheim zur neuen Stadt Nieheim zusammengeschlossen.

## Kultur und Sehenswürdigkeiten
In Himmighausen-Bahnhof befindet sich die Gesamtdeutsche Bildungsstätte, die 1926 als Kindererholungsheim erbaut wurde. Damals wurden Kinder aus dem Ruhrgebiet im Rahmen der sogenannten Kinderlandverschickung quasi zum Kuraufenthalt geschickt und ärztlich betreut. Nach dem Zweiten Weltkrieg hat die Deutsche Jugend des Ostens (Heimatvertriebene) und später die Deutsche Jugend in Europa das Gebäude erworben. Letztere Organisation nutzt sie für Kinderfreizeiten und Angebote zur Erlebnispädagogik.
Sehenswert ist auch das denkmalgeschützte Schloss Himmighausen.

## Verkehr

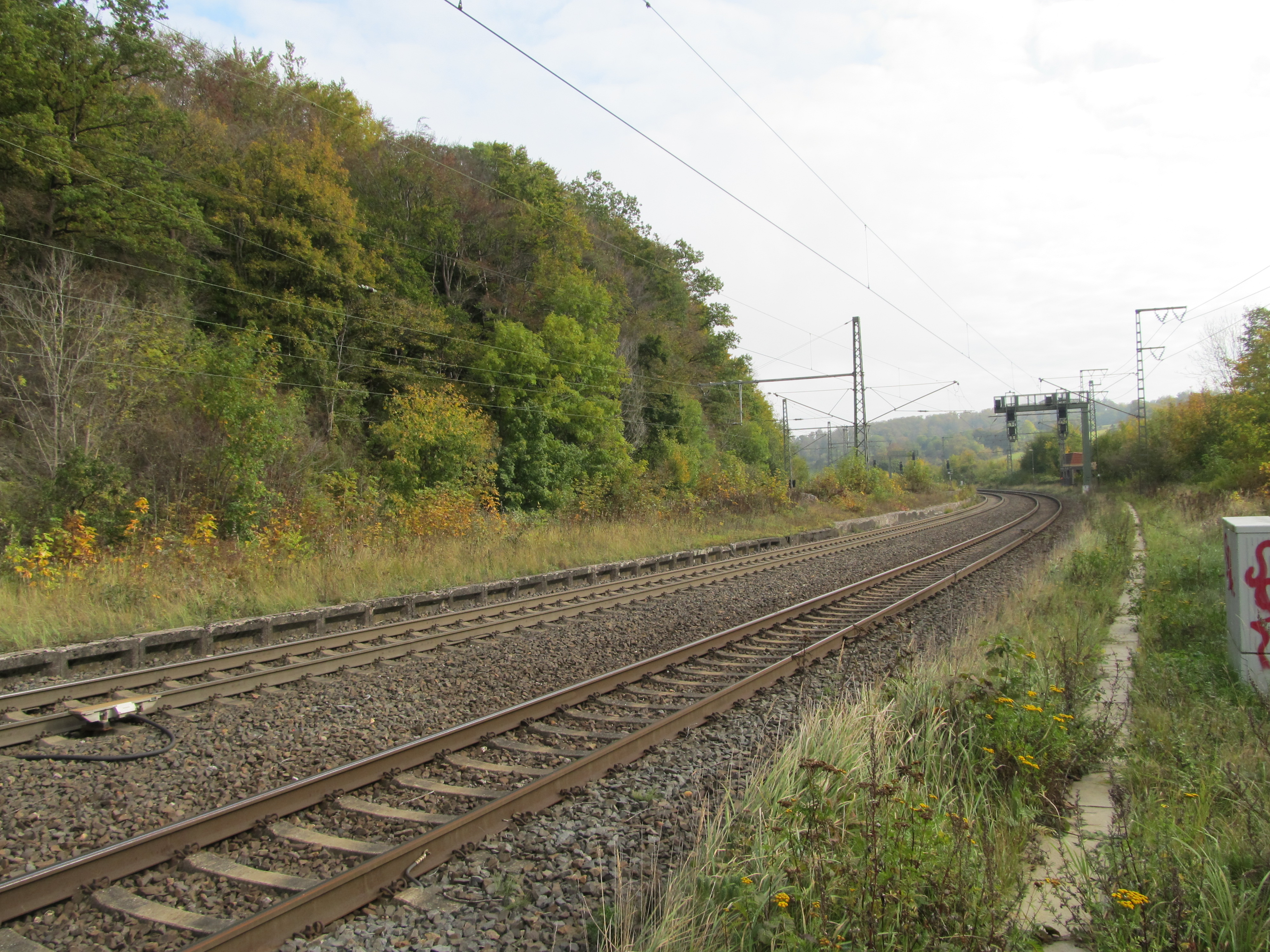
Bahnhof Himmighausen

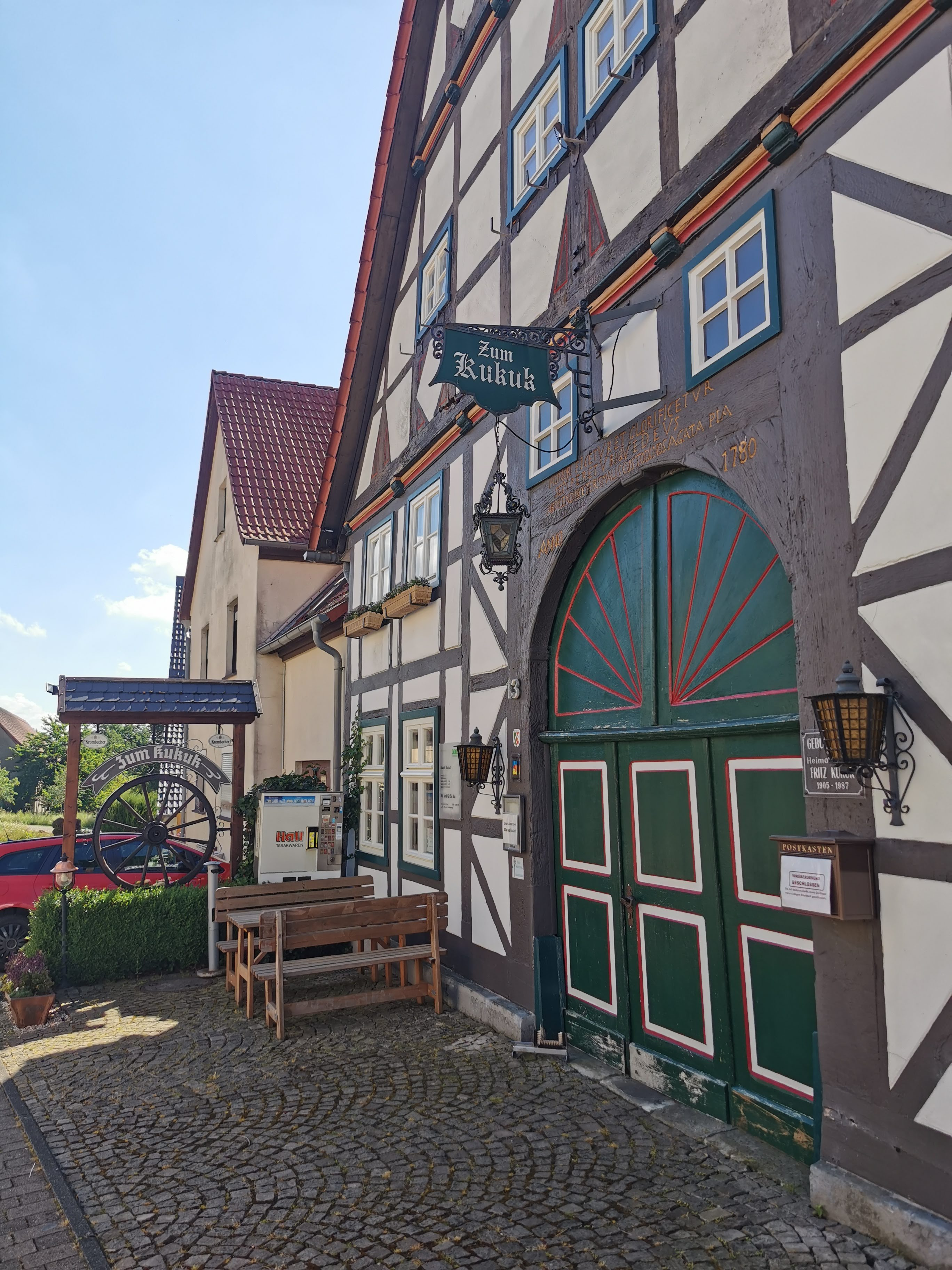
Gasthaus zum Kukuk

Der Bahnhof Himmighausen liegt an der Bahnstrecke Hannover–Altenbeken in der Gemarkung Himmighausen-Bahnhof 2,3 km westlich von Himmighausen. Hier zweigt auch die eingleisige Bahnstrecke nach Herford über Detmold und Lage ab. Allerdings wird der Bahnhof von allen Personenzügen seit 1989 ohne Halt durchfahren und dient nur als Betriebsbahnhof. Die Wiedereröffnung einer Bahnstation für den Personenverkehr wird diskutiert. Diese ist auch im Projekt S-Bahn Ostwestfalen enthalten.

## Persönlichkeiten
- Heinrich Pieper (1878–1953), Politiker, in Himmighausen geboren
- Fritz Kukuk (1905–1987), Autor und Lyriker, in Himmighausen geboren